# وسام الجمهورية الإسلامية
وسام الامتياز للجمهورية الإسلامية ( (بالفارسية: نشان عالی جمهوری اسلامی، "Nešān-e Āli-ye Jomhuri-ye Eslāmi") ) هو وسام الشرف لدولة إيران أُنشِئ من قبل "مجلس وزراء إيران" في 21 نوفمبر 1990. وفقًا للمادة 5 من اللوائح الخاصة بمنح الأوسمة الحكومية لإيران فإن وسام الجمهورية الإسلامية يُمنح بواسطة رئيس إيران لرؤساء ومسؤولين آخرين من الدول الأجنبية أو أعلى مسؤول تنفيذي في المنظمات الدولية أو إلى شخصيات ثقافية وسياسية بارزة عالميًا معترف بها في أي من النواحي التالية:
1. تمجيد كلمة الإسلام وانتشار الأسس الفكرية للثورة الإسلامية
2. الدفاع عن حقوق شعوب العالم المظلومة
3. العمل على تحرير بلادهم من الاستعمار الثقافي والاقتصادي والسياسي
4. حماية بلادهم والحفاظ عليها من عدوان القوى العظمى أو مرؤوسيها
5. اكتساب الحريات الأساسية وحقوق الإنسان لشعب بلادهم
6. دعم حساس ومناسب لمواقف إيران على الساحة الدولية الكبرى
7. اتخاذ مواقف مناهضة للغطرسة
8. التعاون المخلص في إقامة أو تطوير علاقات صحية بين جمهورية إيران الإسلامية والبلد المسؤول
9. السعي باستمرار من أجل السلام والأمن والراحة في العالم

## المستلمون
| متلقي | متلقي                         | دولة                        | مكتب. مقر. مركز           | تاريخ                         | منحت من قبل      | المرجع       |
| ----- | ----------------------------- | --------------------------- | ------------------------- | ----------------------------- | ---------------- | ------------ |
|       | نيلسون مانديلا (1918-2013)    | جمهورية جنوب أفريقيا        | رئيس (1994-1999)          | 31 يناير 2001 (الوسام الأول)  | محمد خاتمي       | [ 5 ] [ 6 ]  |
|       | هوغو شافيز (1954-2013)        | جمهورية فنزويلا البوليفارية | رئيس (2002-2013)          | 29 يوليو 2006 (الوسام الأول)  | محمود أحمدي نجاد | [ 7 ] [ 8 ]  |
|       | بشار الأسد (1965–)            | الجمهورية العربية السورية   | رئيس (2000 -)             | 2 أكتوبر 2010 (الوسام الأول)  | محمود أحمدي نجاد | [ 9 ] [ 10 ] |
|       | ديفيد نيفيس فيلاسكيز كارابالو | جمهورية فنزويلا البوليفارية | سفير في إيران (2009-2012) | 5 سبتمبر 2012 (الوسام الثالث) | محمود أحمدي نجاد | [ 11 ]       |

## الطبقات
وفقًا للمادة 6 من اللوائح الخاصة بإصدار الأوسمة الحكومية لإيران يتكون ترتيب الجمهورية الإسلامية من ثلاث فئات بناءً على توصية من وزير الخارجية ومصادقة مجلس الوزراء، تُمنح للأشخاص المؤهلين التاليين:
- الوسام الأول: الرؤساء ورؤساء الوزراء والشخصيات المحاذية
- الوسام الثاني: الوزراء والشخصيات المحاذية
- الوسام الثالث: السفراء والشخصيات المحاذية

الوسام الأول: وشاح بنجمة ذهبية لرؤساء الدول ورؤساء الوزراء.
الوسام الثاني: بنجمة فضية للوزراء الآخرين.
الوسام الثالث: شارة الصدر بشريط للسفراء.

## روابط خارجية
- موقع منح الأوسمة الحكومية بإيران
- أنواع الأوسمة الإيرانية (فارسي)